# Recherche de fuite

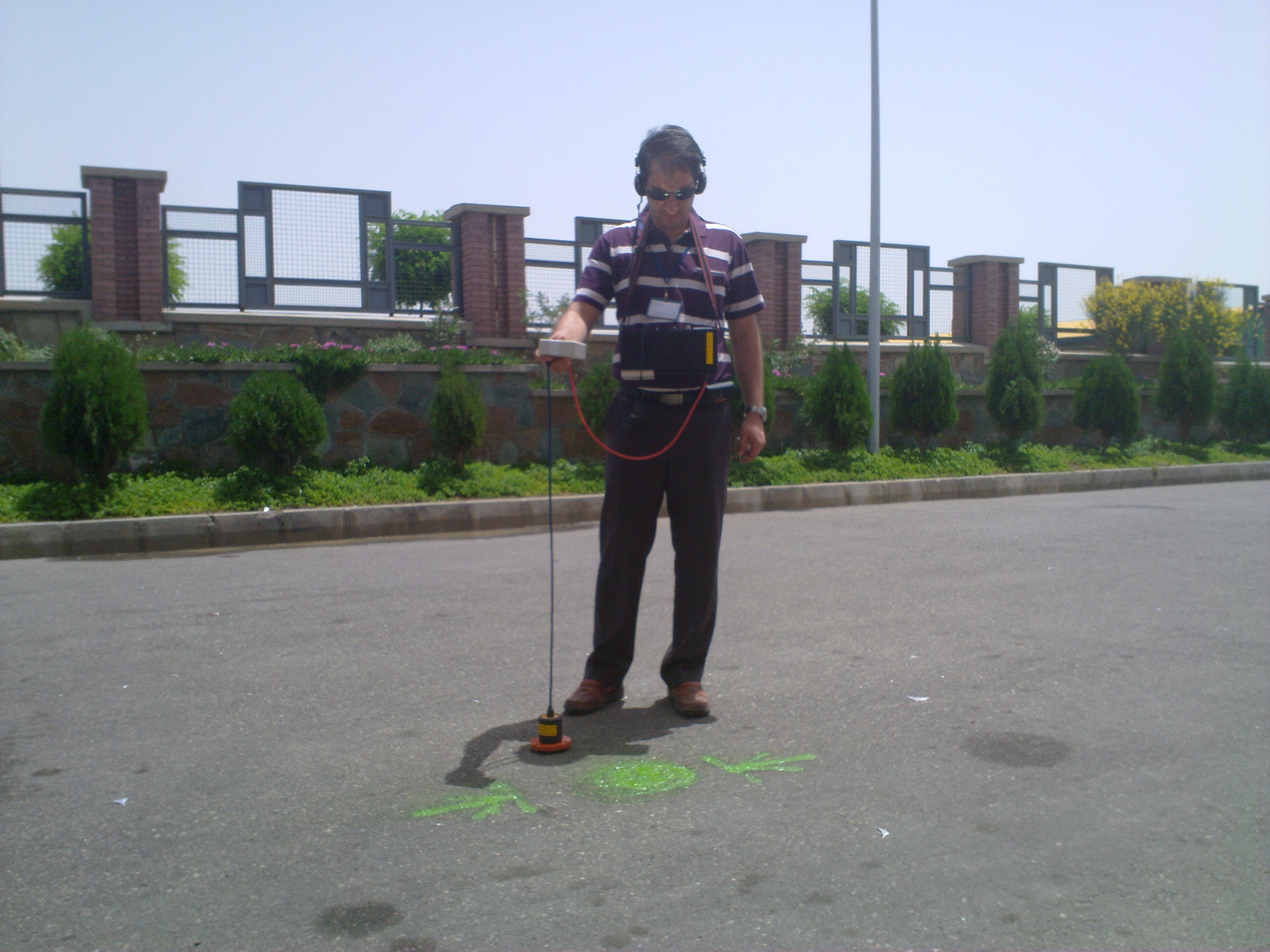
Détection acoustique des fuites à l'aide d'un géophone dans la ville de Kaveh en Iran.

La recherche de fuite est une discipline du monde de la construction et de la maintenance des bâtiments qui a pour objectif la détection et la localisation des sources de dégâts des eaux, ainsi que l'identification de l'origine de la présence d'eau dans les matériaux de construction. Cette pratique s'avère essentielle pour prévenir et résoudre les problèmes liés aux infiltrations d'eau, aux fuites de plomberie et à d'autres manifestations dommageables.

## Définition principale
La recherche de fuite consiste en une série de méthodes et d'analyses visant à déterminer les causes d'un dégât des eaux ou à identifier l'origine d'une humidité anormale au sein d'un bâtiment. L'intervention des professionnels de la recherche de fuite devient nécessaire lorsque des signes évidents de dégâts des eaux se manifestent, tels que la présence de salpêtre, d'auréoles de couleur jaunâtre ou marron, de cloques ou de boursouflures sur les surfaces, d'auréoles humides sur les murs, du développement de champignons (moisissures ou mérule), de pourrissement du bois, de gouttes d'eau ou de ruissellement, de parquets se soulevant, de chutes de faux-plafonds, et autres symptômes similaires.

## Histoire et évolution du métier
La recherche de fuite est une discipline ancienne qui a évolué pour devenir un métier spécialisé, en grande partie due à l'évolution des modes de construction modernes. En France, par exemple, les sinistres liés à l'eau ont connu une augmentation constante, enregistrant une hausse globale de 7,8 % par an depuis 2007, générant ainsi à ce jour 1 dégât des eaux toutes les 40 secondes en France ,.
Cette augmentation peut s'expliquer par plusieurs facteurs :
- Pression sur les coûts : La recherche d'économies dans le choix des matériaux de construction et des solutions techniques peut conduire à des défauts d'étanchéité et à des fuites d'eau
- Délais réduits : Les délais de réalisation plus courts dans la construction exercent une pression sur les prestataires, parfois au détriment de la qualité
- Compétences sous-traitées : L'utilisation de sous-traitants moins compétents peut augmenter les risques de malfaçons et de défaillances.
- Nouveaux défis techniques : L'adoption de nouvelles normes et de techniques innovantes dans la construction, comme les bâtiments basse consommation (RT 2005, RT 2012, RT 2020) et les normes en faveur des personnes à mobilité réduite, pose des défis supplémentaires en matière d'étanchéité.

Le développement de la recherche de fuite en tant que profession est également attribuable à une prise de conscience croissante des problèmes liés au gaspillage de l'eau et à la sensibilisation du public grâce à des campagnes de prévention et de diagnostic.
En France, les lois Grenelle,ont été rédigées pour engager une mutation de la société dans le sens du développement durable, certains articles de ces lois orientent vers une amélioration des rendements des réseaux de distribution d’eau.

## Techniques
La recherche de fuite est généralement effectuée de manière non-destructive, ce qui signifie que les investigations ne doivent pas endommager l'intégrité des structures du bâtiment. Plusieurs méthodes et équipements sont utilisés pour mener à bien ces investigations, notamment :
- Thermographie : Cette technique permet de détecter les variations de température et d'identifier les zones humides potentielles.
- Contrôle de la ventilation des locaux : L'examen de la ventilation peut révéler des problèmes d'humidité et de condensation.
- Hygrométrie : La mesure de l'humidité relative dans l'air est cruciale pour évaluer les conditions environnementales.
- Traceurs fluorescents : Des colorants fluorescents tels que la fluoréscéine peuvent être utilisés pour tracer les mouvements de l'eau.
- Fumigène : Le fumigène peut révéler les chemins suivis par l'air et l'eau à travers des espaces invisibles.
- Gaz traceur : Des gaz spéciaux sont introduits dans les canalisations pour détecter les fuites. Voir détection de fuite
- Caméras d'inspection : Des caméras endoscopiques et d'inspection peuvent être utilisées pour visualiser les zones difficiles d'accès.
- Écoute électro-acoustique : Cette technique permet d'entendre les sons générés par les fuites d'eau sous pression.

## Origines de sinistres
Les infiltrations et les dégâts des eaux peuvent avoir de nombreuses causes potentielles, notamment des problèmes liés à la toiture, à la plomberie, à la menuiserie, à l'assainissement, aux équipements sanitaires, à la maçonnerie, et plus encore .
Les défauts d'entretien, de mise en œuvre et d'utilisation des matériaux et des équipements jouent un rôle majeur dans l'apparition de sinistres. Par exemple, les conduites en plomb en fin de vie, les colonnes en fonte qui se fissurent, l'étanchéité vieillissante, ainsi que des incidents accidentels tels que les débordements de colonnes d'évacuation, les chéneaux obstrués, les pompes de relevage défectueuses, et les phénomènes naturels comme les orages violents, les remontées de nappe phréatique et les mouvements de terrain dus à la sécheresse, peuvent tous être à l'origine de dégâts des eaux.
Il est important de noter que de nombreux dégâts des eaux ne sont pas couverts par des garanties, ce qui peut conduire à une sous-estimation des statistiques officielles en matière de sinistres. Par exemple, les défauts d'étanchéité des joints périphériques de baignoire et les fuites de robinets de machines à laver sont des problèmes courants mais souvent négligés dans les statistiques officielles.
En somme, la recherche de fuite est une discipline vitale pour le secteur de la construction et de la maintenance des bâtiments, contribuant à prévenir les dégâts des eaux, à économiser l'eau et à maintenir la qualité des infrastructures de manière durable.